# Bartolomé Esteban Murillo
Bartolomé Esteban Pérez Murillo (Siviglia, 1º gennaio 1618 – Cadice, 3 aprile 1682) è stato un pittore spagnolo.
Assieme a Diego Velázquez, Francisco de Zurbarán e José de Ribera è una delle figure più rappresentative della pittura barocca spagnola durante il Siglo de Oro. Sebbene grossa parte della sua attività sia stata la realizzazione di soggetti a carattere religioso rimane particolarmente famoso per le sue scene di genere in cui rappresenta donne e soprattutto ragazzini della classe popolare.

## Biografia

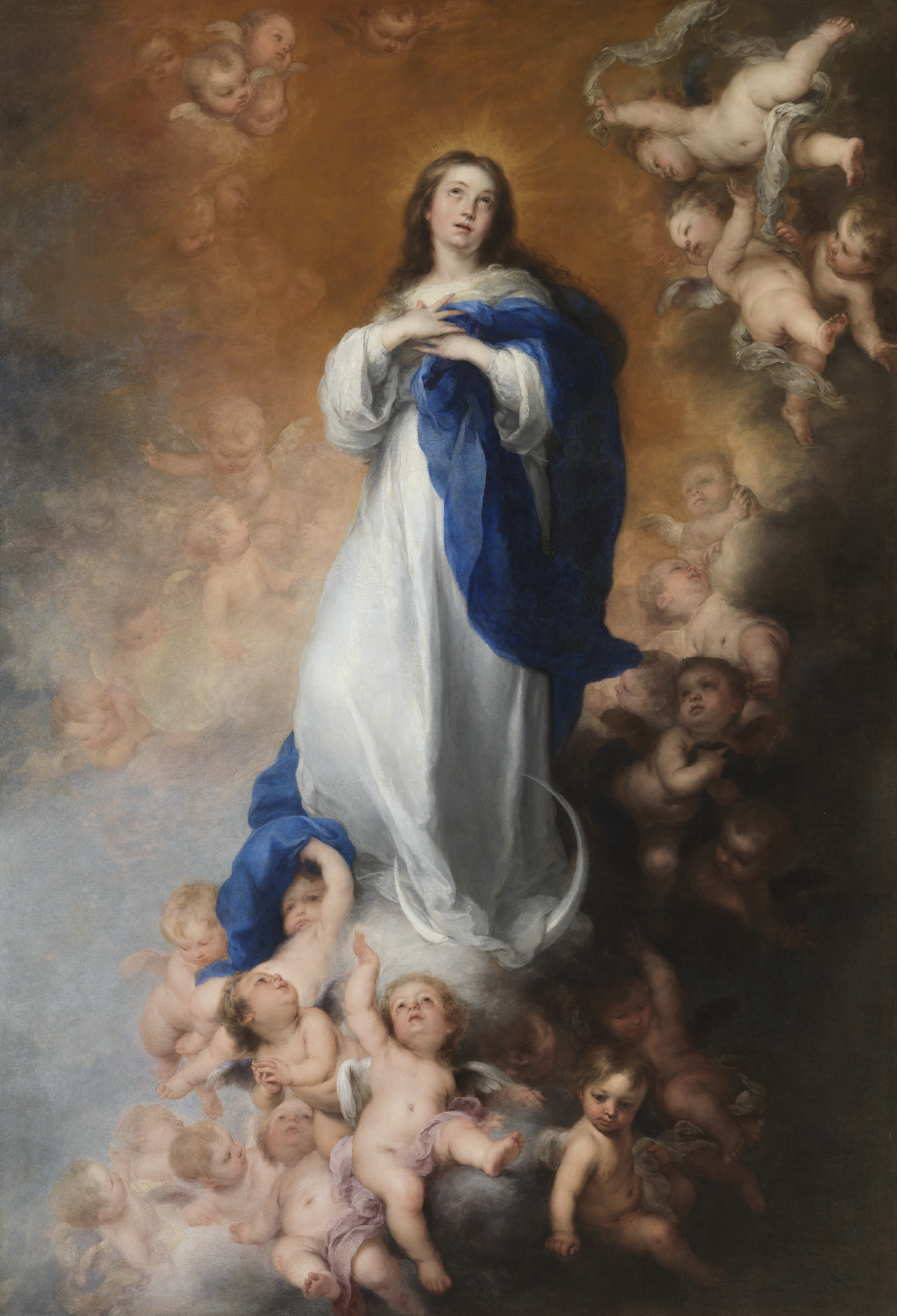
Immacolata Concezione di Los Venerables, 1678, Museo del Prado

Nacque nel 1618, ultimo figlio di una famiglia di quattordici fratelli. Suo padre, Gaspar Esteban, era un barbiere-chirurgo, sua madre si chiamava María Pérez Murillo, Bartolomé prese il suo cognome per firmare le sue opere. Alla morte dei genitori, essendo ancora un bambino, venne cresciuto da sua sorella maggiore, Ana, sposata anche lei con un barbiere-chirurgo di nome Juan Agustín de Lagares, con il quale Bartolomé ebbe una buona relazione. Si formò nella bottega di Juan Castillo dove conobbe la pittura fiamminga, nonostante non si sappia di suoi viaggi all'estero, si pensa che la conoscenza di questo tipo di pittura, da parte di Murillo, derivasse dal fatto che Siviglia era un importante centro commerciale all'epoca, questo favorì i contatti tra i cittadini di questa città con le popolazioni di mercanti del Nord Europa. Le sue prime opere furono influenzate da Zurbarán, Ribera e Alonso Cano, di grande realismo, con uno stile particolare che col tempo subì una notevole evoluzione. I suoi quadri acquisirono importanza coincidendo col gusto borghese e aristocratico specie nelle tematiche religiose.

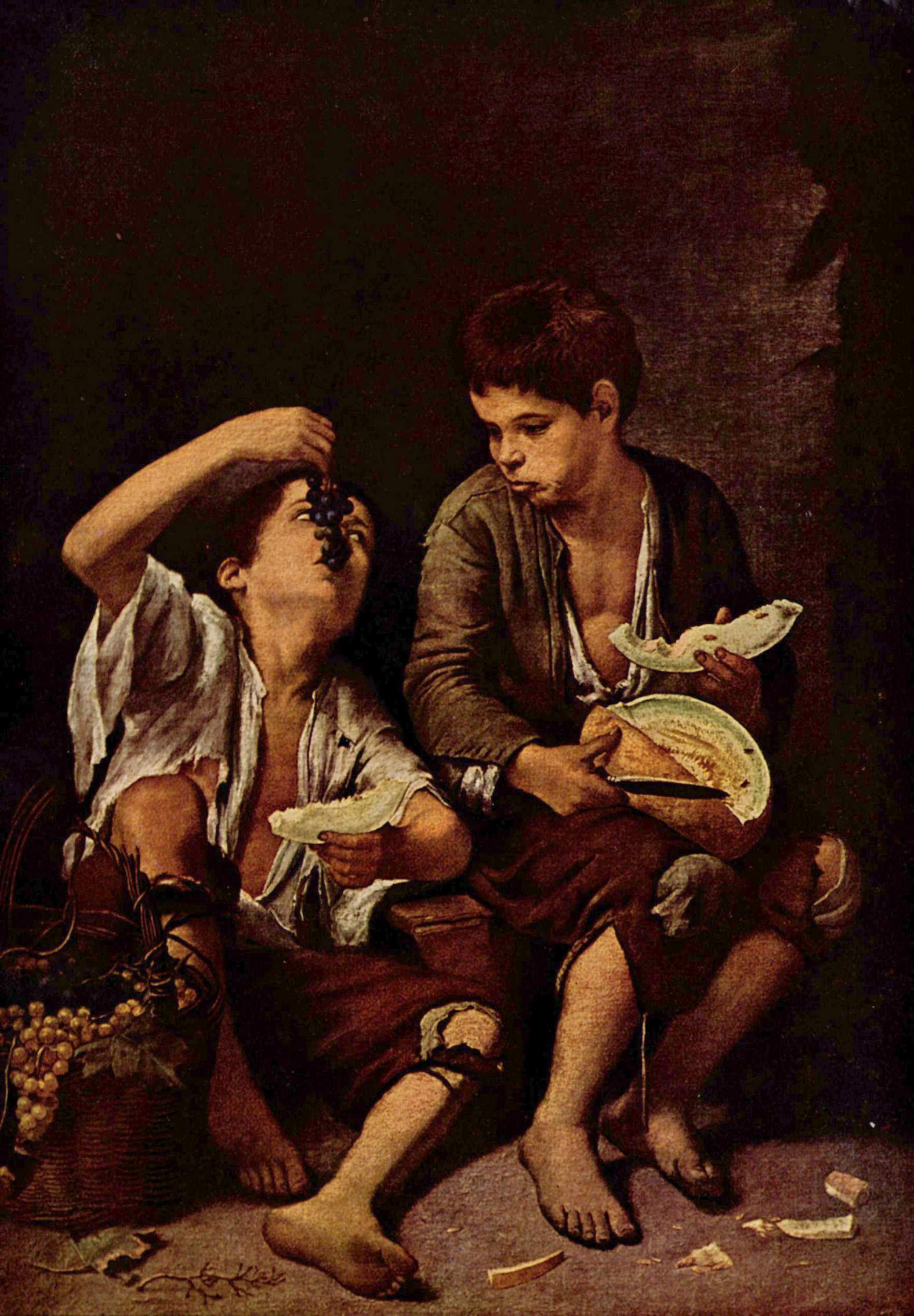
Ragazzi con meloni e grappoli d'uva, 1665-1675, Alte Pinakothek, Monaco

Nel 1645 dipinse tredici tele per il chiostro della chiesa di San Francisco el Grande a Siviglia, tra le opere che più lo resero famoso. Si sposò lo stesso anno con Beatriz Cabrera, con la quale avrà ben nove figli. La realizzazione di due quadri per la Cattedrale di Siviglia furono la fonte della sua specializzazione nelle due tematiche che più gli hanno dato notorietà: le Vergini con il Bambino e le Immacolate.
Dopo un periodo di permanenza a Madrid tra il 1658 e il 1660, in quest'ultimo anno intervenne nella fondazione dell'Accademia di Pittura di Siviglia, condividendone la direzione con Herrera el Mozo. In quest'epoca di massima attività ricevette importanti incarichi nella sua città natale, come la pala per il Monastero di San Agustín e i quadri per la chiesa di Santa Maria la Blanca e i dipinti per la pala maggiore e le cappelle laterali della Chiesa del Convento dei Cappuccini conclusi nel 1665.
I dipinti della Chiesa dei Cappuccini di Siviglia furono salvati dall'invasione francese durante la Guerra di Indipendenza Spagnola e restaurate dal pittore sivigliano Joaquín Bejarano; per ringraziarlo, i frati gli regalarono la tela centrale della pala maggiore, La visione della Porziuncola di San Francesco d'Assisi, attualmente al Wallraf-Richartz Museum di Colonia.
Murillo è conosciuto anche per i suoi dipinti riguardanti fanciulle e giovani ragazzi: dal candore delle Ragazze con i fiori al realismo vivo dei suoi bambini della strada, zingarelli o mendicanti, che costituiscono un interessante studio della vita popolare. Dopo una serie dedicata alla parabola del Figliuol prodigo, cominciò la decorazione della chiesa del convento dei Cappuccini di Cadice, Lo Sposalizio mistico di Santa Caterina d'Alessandria, opera rimasta incompiuta a causa della morte del pittore che, durante la lavorazione di questo dipinto, cadde da un'impalcatura.

## Opere

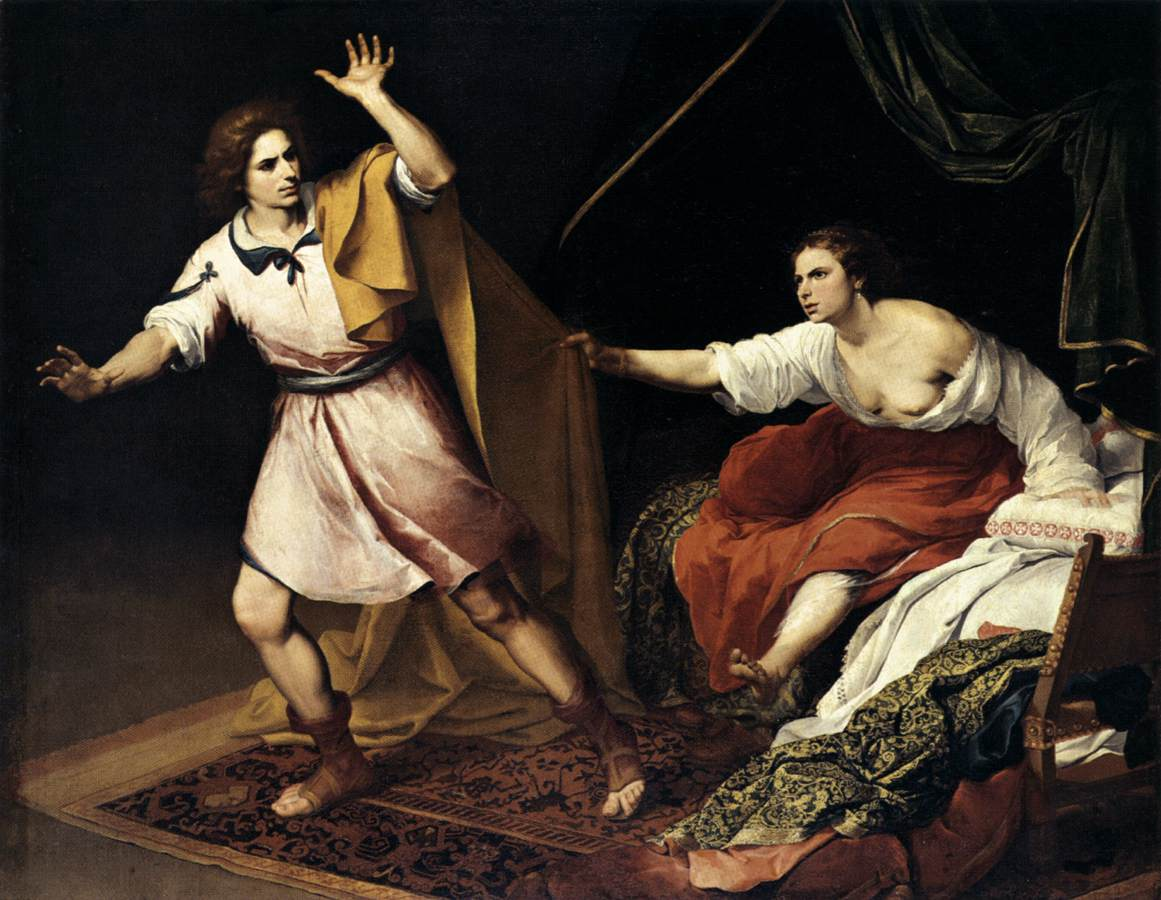
Giuseppe e la moglie di Putifarre, 1640-1645, Kassel, Gemäldegalerie Alte Meister.

- La Vergine dona il rosario a san Domenico, 1638-1640, olio su tela, 207 × 162, Siviglia, Palazzo Arzobispal.
- Giuseppe e la moglie di Putifarre, 1640-1645, olio su tela, 197 × 254, Kassel, Staatliche Museen.
- San Diego di Alcalá in estasi davanti alla croce, 1640-1646, olio su tela, 171 × 185, Tolosa, Musée des Augustins.
- San Francesco d'Assisi in preghiera, 1645-1650, olio su tela, 182 × 129, Anversa, O.-L. Vrouwekathedraal.
- Immacolata Concezione Squillace, 1645-1655, olio su tela, 235 x 196, San Pietroburgo, Ermitage.
- Il giovane mendicante o Il bambino che si spulcia, 1645-1650, olio su tela, 137 x 115, Parigi, Museo del Louvre.
- La cucina degli angeli, 1646, olio su tela, 180 × 450 cm, Parigi, Musée du Louvre.
- La morte di santa Chiara, 1646, olio su tela, 189,5 × 446, Dresda, Gemäldegalerie.
- La fuga in Egitto, 1648, olio su tela, 207 × 162, Detroit, Institute of Art.
- Immacolata Concezione La Colasal, 1650 circa, olio su tela, 432 x 290, Siviglia, Museo di belle arti.
- Fanciullo col cane, 1650 circa, olio su tela, 70 x 60, San Pietroburgo, Museo statale Ermitage
- Rebecca ed Eliezer, 1650 circa, olio su tela, 107 × 171, Madrid, Museo del Prado.
- Sacra Famiglia col cagnolino, 1650 circa, olio su tela, 144 × 188, Madrid, Museo del Prado.
- Ultima cena, 1650, olio su tela, 265 × 265, Siviglia, Chiesa di Santa Maria la Blanca.
- Adorazione dei pastori, 1650-1655, olio su tela, 187 × 228, Madrid, Museo del Prado.
- Apparizione della Vergine a san Bernardo, 1650-1655, olio su tela, 311 × 249, Madrid, Museo del Prado.
- Sant'Agostino lava i piedi a Cristo, 1650-1655, olio su tela, 251 × 171, Valencia, Museo de Bellas Artes.
- Madonna del Rosario, 1650-1655, olio su tela, 166 × 112, Madrid, Museo del Prado.
- Annunciazione, 1650-1655, olio su tela, 183 × 225, Madrid, Museo del Prado.
- La Maddalena penitente, 1650-1655, olio su tela, 152 × 104, Dublino, National Gallery of Ireland.
- Maddalena penitente, 1650-1665, olio su tela, 123 × 108, Minneapolis (Minnesota), Institute of Arts.
- Imposizione della casula a sant'Ildefonso, 1655 circa, olio su tela, 309 × 251, Madrid, Museo del Prado.
- San Lesmes, 1655 circa, olio su tela, 242 × 178,5, Bilbao, Museo de Bellas Artes.
- Visione di sant'Antonio da Padova, 1656, olio su tela, 550 × 330, Cattedrale di Siviglia.
- Battesimo di Cristo, 1655 circa, olio su tela, 233 × 160, Berlino, Staatliche Museen.
- Sacra Famiglia con san Giovannino, 1655-1660, olio su tela, 156 × 126, Budapest, Museo di Belle Arti.
- Fuga in Egitto, 1655-1660, olio su tela, 155,5 × 125, Budapest, Museo di Belle Arti.
- Adorazione dei Magi, 1655-1660, olio su tela, 190 × 146, Toledo (Ohio), Museum of Art.
- San Giuseppe che tiene per mano Gesù Bambino, 1655–60, olio su tela
- San Giuseppe e Gesù infante, 1655–60, olio su tela, 191 x 124, Auckland, Auckland Art Gallery Toi o Tāmaki.
- Natività della Vergine, 1661, olio su tela, 179 × 349, Parigi, Musée du Louvre.

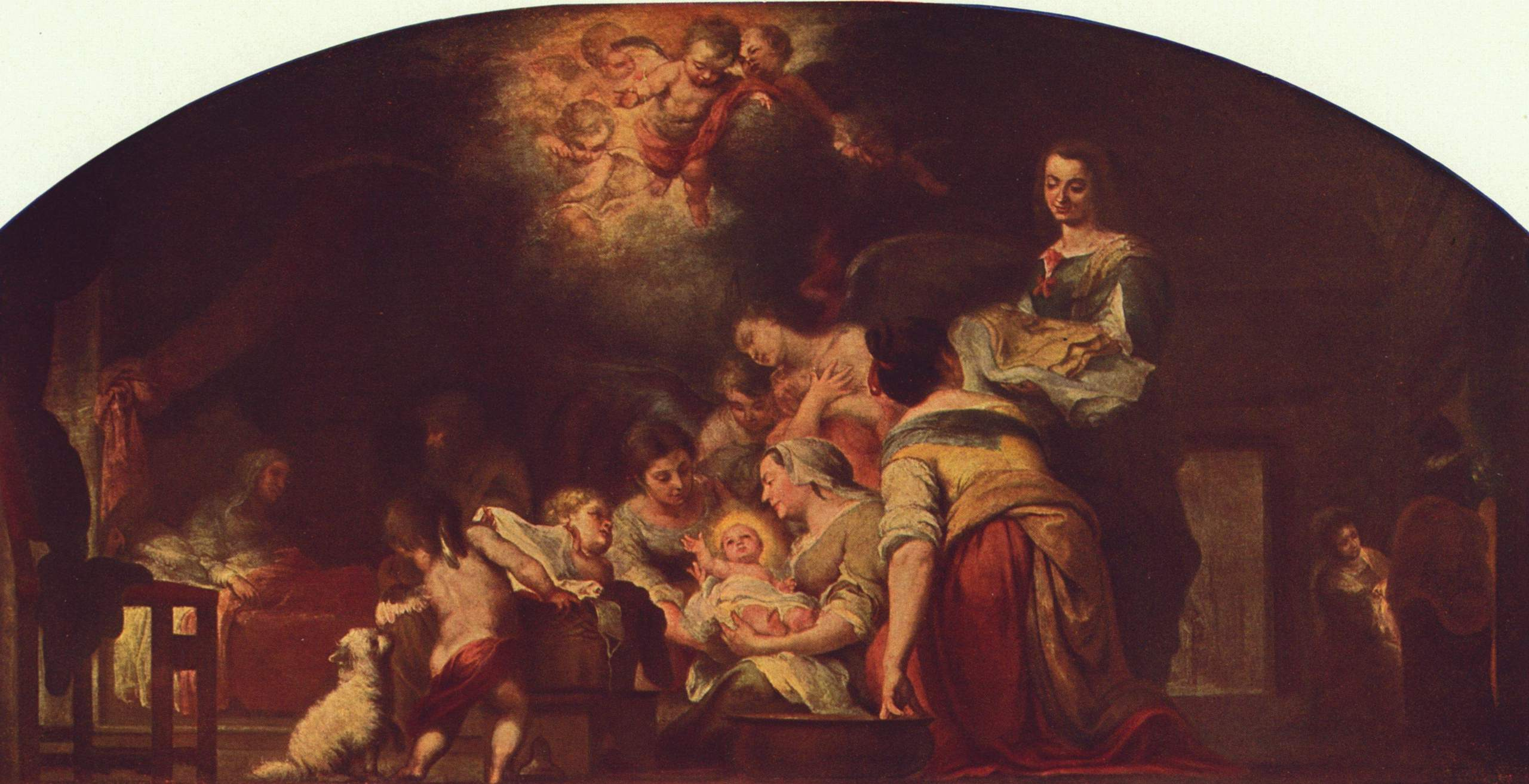
Natività della Vergine, 1660, olio su tela, 184 × 260, Parigi, Musée du Louvre.

- Buon Pastore, 1660 circa, olio su tela, 123 x 101,7, Madrid, Museo del Prado.
- Cristo, il buon pastore, 1660 circa, olio su tela, 161 × 123, Madrid, Museo del Prado.
- Annunciazione, 1660-1665, olio su tela, 232 × 522, Madrid, Museo del Prado.
- San Giovannino e l'agnello, 1660-1665, olio su tela, 165 × 106, Londra, National Gallery.
- Immacolata Concezione dell'Escorial, 1660-1665, olio su tela, 206 x 144, Madrid, Museo del Prado
- Sant'Antonio col Bambino, 1665 - 1666, olio su tela, 90 x 120, Siviglia, Museo di belle arti.
- Sant'Antonio col Bambino, 1668 - 1669, olio su tela, 283 x 188, Siviglia , Museo di belle arti di belle arti.
- Mater Dolorosa, 1660-1670, olio su tela, 52 × 41, Madrid, Museo del Prado.
- Salita al Calvario, 1660-1670, olio su tela, 125 × 146, Cherbourg, Museo Thomas Henry.
- Cristo crocifisso, 1660-1670, olio su tela, 208,9 x 113, San Diego, Timken Museum of Art.
- Riposo durante la fuga in Egitto, 1665 circa, olio su tela, 139,5 x 179,5, San Pietroburgo, Museo statale Ermitage.
- Mater Dolorosa, 1665 circa, olio su tela, 166 × 107, Siviglia, Museo de Bellas Artes.
- Santa Rufina, 1665, olio su tela, 93x66, Dallas, Meadows Museum.
- Ritratto di Don Justino de Neve, 1665, olio su tela, 206 × 129,5, Londra, National Gallery.
- Madonna del Tovagliolo, 1666, olio su tela, 67 x 72, Siviglia, Museo de Bellas Artes.
- Annunciazione, 1665-1670, olio su tela, 187 × 134, Londra, Wallace Collection.

Galiziane alla finestra, 1670 circa, olio su tela, 106 × 127, Washington, National Gallery.

- Immacolata Concezione, 1665-1670, olio su tela, 206 × 144, Madrid, Museo del Prado.
- Immacolata Concezione, 1665-1675, olio su tela, 96 x 64, Madrid, Museo del Prado.
- Salita al Calvario, 1665-1675, olio su tela, 154 × 210, Filadelfia, Philadelphia Museum of Art.
- Il ritorno del figlio prodigo, 1667-1670, olio su tela, 236 × 262, Washington, National Gallery.
- Abramo e i tre angeli, 1667-1670, olio su tela, 236 × 261, Ottawa, National Gallery of Canada.
- Adorazione dei pastori, 1668 circa, olio su tela, 147 × 218, Londra, Wallace Collection.
- Adorazione dei pastori, 1668, olio su tela, 283 × 188, Siviglia, Museo de Bellas Artes.
- San Francesco abbraccia Cristo crocifisso, 1668 circa, olio su tela, 283 × 188, Siviglia, Museo de Bellas Artes.
- Sacra Famiglia con san Giovannino, 1668-1670, olio su tela, 156 x 126, Budapest, Museo di belle arti
- Ecce Homo, 1668-1670, olio su tela, 52 × 41, Madrid, Museo del Prado.
- Galiziane alla finestra, 1670 circa, olio su tela, 106 × 127, Washington, National Gallery.
- Madonna col Bambino e santa Rosa da Viterbo, 1670 circa, olio su tela, 190 × 147, Madrid, Museo Thyssen-Bornemisza.

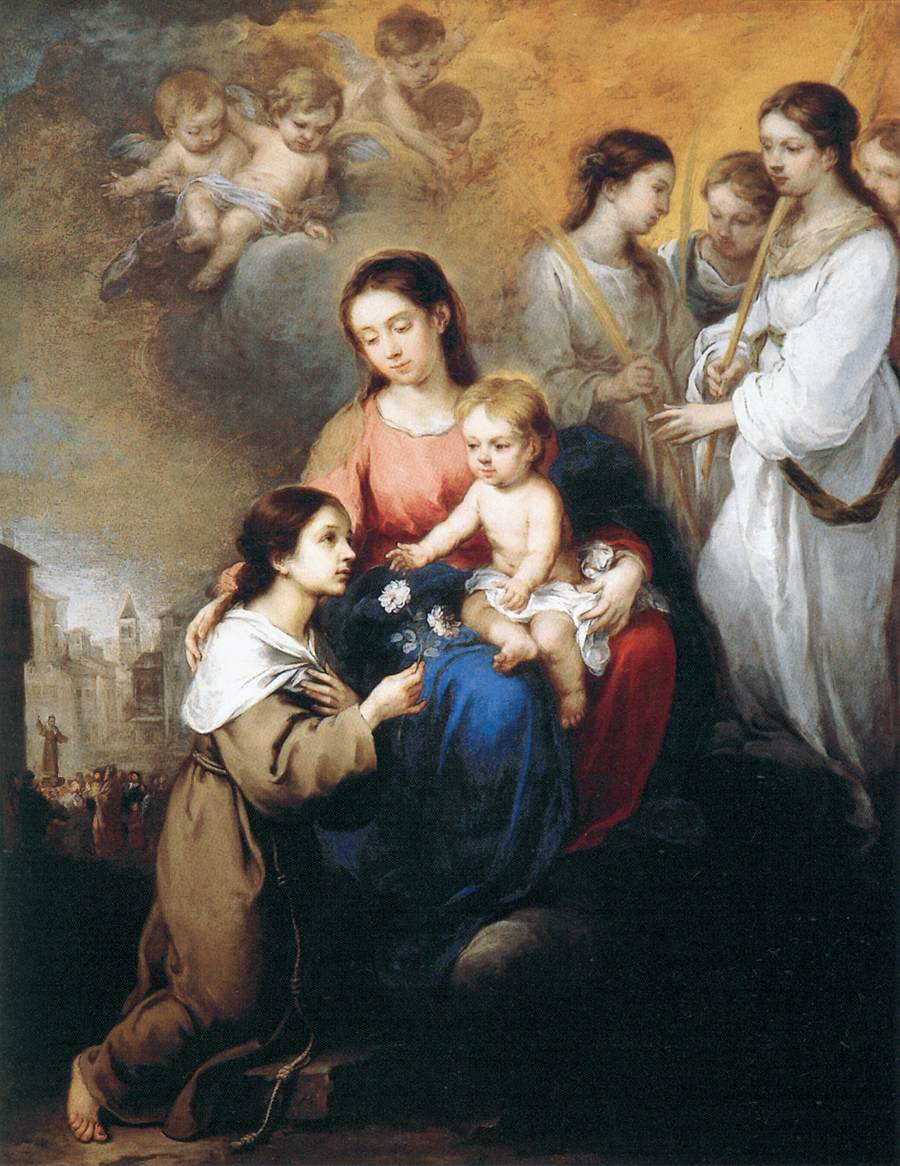
Madonna col Bambino e santa Rosa da Viterbo, Madrid, 170 circa, Museo Thyssen-Bornemisza, Nella scena secondaria sullo sfondo viene ripetuta la figura della santa mentre predica al popolo

- Madonna col Bambino, 1670 circa, olio su tela, 166 × 115, Dresda, Gemäldegalerie.
- Santa Rosa da Lima, 1670 circa, olio su tela, 144 × 127,5 cm, Madrid, Museo Lázaro Galdiano.
- Bambini della conchiglia, 1670 circa, olio su tela, 104 x 124, Madrid, Museo del Prado.
- San Giuseppe col Bambino, 1670-1675 circa, olio su tela, 108,6 × 87,5, Sarasota, John and Mable Ringling Museum
- Fanciulla con fiori, 1665-1670, olio su tela, 119 × 96, Londra, Dulwich Picture Gallery.
- La probatica piscina, 1671-1673, olio su tela, 237 × 261, Londra, National Gallery.
- Ritratto di Nicolás Omazur, circa 1672, olio su tela, 83 × 73, Madrid, Museo del Prado.
- Autoritratto, 1672-1675, olio su tela, 122 × 107, Londra, National Gallery.
- Madonna col Bambino in gloria, 1673, olio su tela, 236 × 169, Liverpool, National Museum.
- Immacolata Concezione di Aranjuez, 1675 circa, olio su tela, 222 × 118, Madrid, Museo del Prado.
- Bambini che mangiano un dolce, circa 1675, olio su tela, 123 × 102, Monaco, Alte Pinakothek.
- Fanciulli che giocano a dadi, circa 1675, olio su tela, 145 × 108, Monaco, Alte Pinakothek.
- Cristo crocifisso, 1675 circa, olio su tela, 20 x 13, Metropolitan Museum of Art, New York.
- Cristo crocifisso, 1675, olio su tela, 185 x 109, Madrid, Museo del Prado.
- Cristo crocifisso, 1677, olio su tela, 71 x 54, Madrid, Museo del Prado.
- Fanciullo affacciato, 1675-1680, olio su tela, 52 × 39, Londra, National Gallery.
- Martirio di sant'Andrea, 1675-1682, olio su tela, 123 × 162, Madrid, Museo del Prado.
- Gesù Bambino distribuisce il pane ai pellegrini, 1678, olio su tela, 219 x 182, Budapest, Museo di belle arti.
- Immacolata Concezione di Los Venerables, 1678 circa, olio su tela, 274 × 190, Madrid, Museo del Prado.
- Le due Trinità, 1680 circa, olio su tela, 207 × 193, Londra, National Gallery.
- Presentazione della Vergine al Tempio, 1680, olio su tela, 155 × 208, Collezione privata.
- Nozze mistiche di santa Caterina, 1682, olio su tela, 440 × 315, Cadice, Museo de Bellas Artes.
- Fuga in Egitto, Genova, Palazzo Bianco.